# Niederrheinische Hütte
Das ArcelorMittal-Werk Duisburg-Hochfeld, besser bekannt unter dem langjährig geführten Namen Niederrheinische Hütte, war ein Eisenhütten- und Walzwerk im Duisburger Stadtteil Hochfeld. Das 1851 gegründete Werk gehört zuletzt zum internationalen Stahlkonzern ArcelorMittal. Einst wurden hier Roheisen und Rohstahl produziert, später spezialisierte sich das Werk auf das Walzen verschiedener Halbzeuge, insbesondere von Draht.

## Lage und Umfeld
Das Werk befindet sich im Duisburger Stadtteil Hochfeld, der wiederum zum Bezirk Duisburg-Mitte gehört. Das Werksgelände liegt am rechten Ufer des Niederrheines zwischen dem Duisburger Außenhafen (Stichkanal zum Innenhafen) im Norden und der Mündung des Dickelsbachs im Süden. Im Süden des Geländes liegt der Bahnhof Duisburg-Hochfeld Süd, an den das Werk per Werkbahn bzw. Anschlussbahn angebunden ist. Südlich des Werkes quert die Bahnstrecke Duisburg-Ruhrort–Mönchengladbach mit der Duisburg-Hochfelder Eisenbahnbrücke den Rhein, nördlich des Werkes liegt die Straßenbrücke „Brücke der Solidarität“, die Hochfeld mit dem Stadtteil Rheinhausen auf der gegenüberliegenden Rheinseite verbindet. Zwischen dem heutigen Werk und dem Rheinufer liegt das Freizeit- und Erholungsgelände RheinPark; diese Fläche gehörte ehemals zum Werksgelände, wurde aber ab dem Jahr 2004 schrittweise umgestaltet.
In der weiteren Umgebung finden sich noch mehrere andere, aktive und ehemalige Hüttenwerke: Nördlich angrenzend, am Hochfelder Eck, liegen die Duisburger Kupferhütte (heute DK Recycling und Roheisen) sowie die seit Langem nicht mehr existierenden Hütten Vulkan, Borussia und Johannis. Einige Kilometer weiter nördlich, im Stadtteil Ruhrort, liegt das ebenfalls zu ArcelorMittal gehörige Stahlwerk Ruhrort (vormals Phoenix und Rheinstahl). Noch weiter nördlich liegen das thyssenkrupp-Stahlwerk Duisburg-Nord (vormals August Thyssen-Hütte) und das ehemalige Hüttenwerk Meiderich (heute Landschaftspark Duisburg-Nord). Auf der anderen Rheinseite, im Stadtteil Rheinhausen, liegt das ehemalige Krupp-Stahlwerk Rheinhausen. Einige Kilometer weiter südlich, im Stadtteil Hüttenheim, liegt das Stahlwerk der HKM.

## Geschichte
Die Geschichte des Werkes geht zurück auf das Jahr 1851. In diesem Jahr wurde es von den Unternehmern Peter Göring und Wilhelm Stein als Gewerkschaft unter dem Namen Niederrheinische Hütte gegründet. Als technischen Leiter gewannen die beiden Julius Römheld. Erbaut wurde die Hütte zunächst als reines Hochofen-Eisenwerk, das 1853 in Betrieb ging.
Der Standort Hochfeld war vor allem wegen der günstigen Verkehrsbedingungen gewählt worden: Am nahegelegenen Hafen konnten die Frachtschiffe mit Eisenerz und Koks entladen werden. Auch über die bereits zu dieser Zeit existierende, durch Hochfeld verlaufende Stammstrecke der Köln-Mindener Eisenbahn-Gesellschaft konnten Erz, Koks und andere Einsatzstoffe angeliefert und die erzeugten Eisen- und Stahlprodukte vertrieben werden. Zudem war in der Nähe die Eröffnung mehreren Kohlenzechen geplant, die das Werk bzw. die vorgeschalteten Kokereien mit Kohle versorgen könnten, u. a. die Schachtanlage Medio-Rhein.
Im Jahr 1855/56 wurde die Gewerkschaft in eine Aktiengesellschaft umgewandelt, die als Rheinische Bergbau und Hüttenwesen-AG firmierte.
Ab 1904 wurde das Hochofen-Eisenwerk zu einem gemischten Stahlwerk mit mehreren Siemens-Martin-Öfen und einem angeschlossenen Walzwerk erweitert. Später (ab 1913) spezialisierte sich das Werk auf das Walzen von Draht.
1911 fusionierte die Rheinische Bergbau und Hüttenwesen-AG mit dem Eisenwerk Kraft aus Stettin. Nach dem Ersten Weltkrieg, im Jahr 1920, wurde das Werk – sowie auch andere Teile des Kraft-Konzerns – von den Gebrüdern Stumm aus Neunkirchen übernommen. 1926 übernahm die kurz zuvor gegründete Vereinigte Stahlwerke AG (VESTAG) das Werk. Als Tochter der VESTAG firmierte das Werk wieder als Niederrheinische Hütte als Teil der Gruppe West unter Führung der August-Thyssen-Hütte.
Im Zweiten Weltkrieg, im Jahr 1944, wurde das Werk durch alliierte Fliegerbombenangriffe weitgehend zerstört. Nach Ende des Krieges wurde die Hütte als Drahtwalzwerk wieder aufgebaut, 1951 im Zuge der Zerschlagung der VESTAG als Niederrheinische Hütte AG abgespalten und ab 1955 von der Thyssen-Hütte übernommen. Zur Niederrheinischen Hütte gehörten als Töchter die Westfälische Union AG für Eisen- und Drahtindustrie, das Lennewerk in Altena und das Eisenwerk Steele.
In der Zeit des Stahl-Booms der 1960er-Jahre wurde das Werk von Thyssen grundlegend neu ausgerichtet. Die Eisen- und Stahlherstellung wurde aufgegeben; 1966 wurden die letzte Öfen außer Betrieb genommen. Auch die dazugehörigen Block- und Knüppelstraßen wurden stillgelegt. Im Gegenzug wurden die Produktionskapazitäten für Walzdraht deutlich ausgebaut. Um dieses zu lagern wurde 1966 auf dem Gelände der ehemaligen Johannishütte unmittelbar südlich der "Brücke der Solidarität" eine Halle errichtet. Den Rohstahl bezog das Werk Hochfeld fortan aus den benachbarten Werken in Ruhrort und Meiderich.
1971 vereinigte Thyssen die Niederrheinische Hütte mit der Hüttenwerke Oberhausen AG (HOAG) zur Thyssen Niederrhein AG, welche 1986 in der Thyssen Stahl AG aufging. Die Hochfelder Hütte wurde zur Walzdraht Hochfeld GmbH.
1997 verkaufte Thyssen das Werk Hochfeld an den Stahlkonzern Ispat Steel des indischen Unternehmers Lakshmi Mittal, der das Werk 2005 in die Mittal Steel Company einbrachte. Seit der Fusion von Mittal und Arcelor im Jahr 2007 gehört die Hochfelder Hütte zu ArcelorMittal.
2013 wurde die Produktion von Draht – über viele Jahre das Hauptprodukt des Werkes – in das ArcelorMittal-Nachbarwerk in Duisburg-Ruhrort verlagert. Damit endet die mehr als 150-jährige Geschichte der Hochfelder Hütte als Produktionsstandort für Eisen- und Stahlprodukte.
2017 soll das Werksgelände geräumt sein. 2019 wurde ein Abriss "in wenigen Monaten" in Aussicht gestellt.